# Mark Strolenberg
Mark Frans Strolenberg (Hoogeveen, 5 april 1979) is een Nederlands voormalig politicus voor de Volkspartij voor Vrijheid en Democratie (VVD). Hij was op 18-jarige leeftijd een van oprichters van het internetbedrijf DiM Media en hij werd lid van de gemeenteraad van Hoogeveen in 2009. Ook was hij lid van de VVD-fractie in het bestuur van de waterschappen Reest en Wieden en Drents Overijsselse Delta (WDODelta). Op 7 september 2021 werd hij beëdigd als lid van de Tweede Kamer, na het opgeven van een Kamerzetel door minister Tamara van Ark. Op 5 december 2023 nam hij afscheid van de Tweede Kamer.

## Jeugd en carrière
Strolenberg is geboren en getogen in Hoogeveen en heeft een broer. Zijn vader gaf les in het basisonderwijs en was vakbondsbestuurder en zijn moeder werkte als tandartsassistente. Nadat hij de leao had afgemaakt, ging Strolenberg naar het Alfa-college, een ROC, om boekhouder te worden. In 1997 richtte hij met studiegenoot Sander Drooglever het Hoogeveense internetbedrijf DiM Media op, toen ze beiden achttien jaar oud waren. Het bedrijf registreerde domeinnamen en ontwierp en onderhield websites voor het midden- en kleinbedrijf en voor de gemeente Hoogeveen. Ze stopten in september 1999 met hun opleiding om meer tijd aan het bedrijf te kunnen besteden en Strolenberg werd commercieel directeur, terwijl Drooglever technisch directeur werd. Het Dagblad van het Noorden beschreef DiM Media als de grootste serviceprovider van Noord-Nederland in 2001, toen het bedrijf zes man voltijds in dienst had en enkele honderden bedrijven als klant rekende. Het werd in januari 2003, toen er nog steeds zes werknemers waren, door soft- en hardwareleverancier Rovecom overgenomen en Strolenberg bleef er werkzaam. In zijn tijd als gemeenteraadslid werkte hij bij enkele andere bedrijven. Tot zijn benoeming tot de Tweede Kamer in 2021 was hij manager online bij energiebedrijf Engie.
Naast zijn hoofdfunctie was Strolenberg ook actief bij zijn lokale waterschap. Hij werd in 2004 voor het eerst verkozen tot het algemeen bestuur van Reest en Wieden, dat 25 leden telde. Kandidaten waren destijds nog niet verbonden met een politieke partij. In 2008 mislukte zijn poging herkozen te worden als VVD'er, maar in de loop van 2010 werd hij toch nog lid. Als bestuurslid was hij voorstander van een fusie met het Waterschap Groot Salland, omdat dat volgens hem ruim €3 miljoen in besparingen zou opleveren. Bij de Waterschapsverkiezingen in 2015 werd hij herkozen als de lijsttrekker van de VVD en hij behield zijn zetel na de fusie van Reest en Wieden en Groot Salland tot het Waterschap Drents Overijsselse Delta. In 2019 werd hij wederom herkozen als lijsttrekker. Toen hij in 2021 Tweede Kamerlid werd, stapte hij op als VVD-fractievoorzitter in het bestuur, maar hij behield zijn zetel tot de waterschapsverkiezingen van 2023.

## Lokale politiek
Strolenberg werd op 10 september 2009 lid van de Hoogeveense gemeenteraad, toen VVD-fractieleider Ewout Klok zijn zetel opgaf vanwege zijn verhuizing buiten de gemeente. Hij was de nummer drie op de kandidatenlijst van de VVD in Hoogeveen bij de gemeenteraadsverkiezingen van 2010 en werd herkozen. Hij pleitte voor glasvezelaansluitingen in Hoogeveen en hij schreef in een brief aan nationaal VVD-fractievoorzitter Halbe Zijlstra dat hij tegenstander was van plannen om een gevangenis en een tbs-kliniek te sluiten in zijn regio vanwege de hoge werkloosheid. In 2013 werd Strolenberg benoemd tot Hoogeveens raadslid van het jaar en bij de gemeenteraadsverkiezingen van 2014 ontving hij als derde kandidaat van de VVD een nieuw ambtstermijn. In de raad stelde hij voor winkels toe te staan om ook te openen buiten de acht koopzondagen per jaar. Geen van Strolenbergs voorstellen ontving genoeg steun behalve de mildste variant, die de acht dagen behield. Ook wilde hij experimenteren met gratis parkeren op zaterdagen om meer bezoekers naar het stadscentrum te trekken.
Strolenberg werd fractievoorzitter van de VVD in de raad in juli 2016, toen zijn voorganger Arjan van der Haar vanwege gezondheidsredenen opstapte. Hij was lijsttrekker in Hoogeveen bij de gemeenteraadsverkiezingen van maart 2018 en werd herkozen. De VVD was ondertussen de grootste oppositiepartij van de gemeenteraad geworden. Strolenberg deed begin mei afstand van zijn fractievoorzitterschap om meer tijd aan zijn gezin en aan zijn andere functies te besteden. Hij vertelde dat hij zich in de raad voortaan met name bezig wilde houden met werkgelegenheid en economische zaken. Als gevolg van een overheidsrapport kaartte hij daarnaast overlast aan door bewoners van een lokaal asielzoekerscentrum met een afdeling voor mensen die extra beveiliging en toezicht vereisten en hij riep de gemeente zonder succes op om uit afvalsamenwerkingsverband Area te stappen ten gunste van een grotere en goedkopere partij. Strolenberg verliet de Hoogeveense gemeenteraad op 23 september 2021 vanwege zijn benoeming tot de Tweede Kamer.

## Tweede Kamer
Strolenberg was bij de Tweede Kamerverkiezingen in maart 2021 de 38e kandidaat van de VVD. Hij voerde in zijn thuisprovincie campagne met de slogan "Stem een liberale Drent in het parlement" en hij promootte de technologiesector in zijn provincie door onder andere te pleiten voor experimenten met zelfrijdende auto's. Hij ontving 4.743 voorkeurstemmen, waarvan driekwart afkomstig was uit Drenthe, maar hij werd niet verkozen vanwege het VVD-verkiezingsresultaat van 34 zetels. Strolenberg werd op 7 september 2021 beëdigd als lid van de Tweede Kamer na het afreden van Tamara van Ark om gezondheidsredenen. Hij werd woordvoerder van de VVD op het gebied van visserij, dierenwelzijn, platteland, interbestuurlijke verhoudingen, financiën mede-overheden, gemeentelijke herindelingen, openbaarheid van bestuur, open data, arbeidsvoorwaarden collectieve sector, rechtspositie politieke ambtsdragers en adeldom. Vier maanden later werden zijn specialismen visserij, dierenwelzijn en platteland vervangen door constitutionele zaken (inclusief privacy), verkiezingen, partijfinanciering, de Kiesraad, Hoge Colleges van Staat en het Huis voor klokkenluiders. Strolenberg is lid van de commissies voor Binnenlandse Zaken en voor Landbouw, Natuur en Voedselkwaliteit. Toen een tussentijdse verkiezing voor november 2023 werd uitgeschreven als gevolg van de val van het kabinet-Rutte IV, kondigde Strolenberg aan niet deel te nemen. Volgens hem was de Tweede Kamer niet de plek waar hij de meeste toegevoegde waarde kon bieden; ook refereerde hij aan een grimmig politiek klimaat. Op 5 december 2023 nam hij afscheid van de Tweede kamer.
Bij zijn afscheid werd hij benoemd tot ridder in de Orde van Oranje-Nassau.

## Persoonlijk
Strolenberg is gescheiden en heeft twee dochters.